# Nejmi Aziz
Nejmi Jomaa Abdel Aziz (Cascavel, 1 de maio de 1970) é uma política brasileira filiada ao Partido Social Democrático (PSD). Foi primeira-dama do Amazonas durante a gestão de Omar Aziz e é atualmente deputada estadual. 

## Biografia
Natural de Cascavel e criada em Foz do Iguaçu, a ex-primeira-dama é descendente de libaneses. Vive em Manaus desde 1994 e Omar Aziz é seu segundo marido (o casamento ocorreu em 2006). Eles tiveram três filhos.

## Primeira-dama do Amazonas
Assumiu como primeira-dama no dia 31 de março de 2010, onde seu marido assumiu o governo estadual.
No começo de sua estadia como primeira-dama do Amazonas, procurou direcionar os focos para a ampliação do Bumbódromo de Parintins, focalizando em aproximações com artistas brasileiros, como David Brazil e Susana Vieira.
Nejmi auxiliaria o marido posteriormente, participando de campanhas sociais, como o programa de combate a dengue e violência contra mulher.

## Controvérsias

### Operação Vertex
Chamada Operação ‘Vertex’ que investiga a prática de crimes de corrupção passiva, lavagem de dinheiro e organização criminosa que desviou mais de R$ 104 milhões da saúde pública do Amazonas.
O procurador Armando Castro afirmou que a PF e o MPF encontraram provas que indicam que Nejmi, que é tratada como ex-mulher de Omar, e os irmãos Murad, Mansour e Amin Aziz atuavam como “laranjas” de Omar para simular a origem do dinheiro desviado. “Há indícios de que essas pessoas atuavam como interpostas pessoas no recebimento de vantagens por meio de empresas e do seu próprio patrimônio”, afirmou o procurador.

### Prisão
No dia 27 de Julho de 2019, a ex-primeira-dama foi presa temporariamente como resultado da Operação Vertex, Fase 5 da Operação Maus Caminhos.
A Polícia Federal cumpriu 9 mandados de prisão temporária, 15 mandados de busca e apreensão, 18 mandados de bloqueios de contas que alcançam R$ 92,5 milhões e 7 mandados de sequestro de bens móveis e imóveis.

### Patrimônio Suspeito
Em 2018, quando Nejmi Aziz concorreu ao cargo de deputada estadual teve de declarar o seu patrimônio que foi avaliado em mais de R$ 30,3 milhões. A declaração desta renda está no site do Tribunal Superior Eleitoral (TSE), que foi preenchida pela própria candidata. 
Na época, o valor declarado por Nejmi superou a soma total do patrimônio dos seis candidatos ao cargo de governador do Amazonas que chegava a R$ 5,7 milhões. Inclusive, Nejmi superou o patrimônio declarado pelo próprio marido que concorreu, na época, para o governo com R$ 1,5 milhão declarado no TSE chamando assim a atenção da Polícia.

### Saída da Prisão
No dia 21 de julho de 2019, Nejmi Aziz teve liberdade cedida pelo Tribunal Regional Federal da 1ª Região.
Na decisão, a desembargadora Maria do Carmo Cardoso afirma que Nejmi foi solta porque os méritos investigados "não são contemporâneos", datando de 2014 e 2016. 
Em outro momento, a jurista avalia que a prisão de Nejmi não é imprescindível para que as investigações criminais sejam realizadas.

### Suspensão do Processo
A 2ª Vara Federal do Amazonas, suspendeu cinco processos relacionados a Operação Vertex, sob a acusação de conflito de competência.

### Compra de Joias
De acordo a Revista Veja, Nejmi tinha um enorme interesse pelo luxo, no qual constava que Nejmi era uma das grandes clientes de multimarcas de luxo.
Seu assessor pessoal, Celso de Oliveira, também investigado pela Polícia Federal, efetuou uma compra de R$ 600.000,00 na joalheria Amsterdam Sauer do Rio de Janeiro em 2013. Na época, ele ganhava R$ 13.000,00 por mês, o que deixa suspeitas que Celso não é o verdadeiro dono dos diamantes.
Quando Nejmi Aziz foi presa, a Polícia Federal não encontrou nenhuma joia na residência dela, localizada no condomínio Ephigênio Salles.

## Deputada Estadual
Em 2018, a ex-primeira-dama foi eleita primeira suplente da coligação "Amazonas com Segurança I" formada pelos partidos PSD, PRB e DEM.
Assumiu no começo de 2021, ocupando a vaga do deputado Augusto Ferraz (DEM) eleito prefeito de Iranduba.
Durante a eleição para a mesa diretoria do biênio 2020-2022, Nejmi Aziz foi eleita presidente da Comissão de Assistência Social.

## Desempenho em eleições
| Ano  | Eleição              | Coligação                                   | Partido | Candidato a       | Votos          | Resultado |
| ---- | -------------------- | ------------------------------------------- | ------- | ----------------- | -------------- | --------- |
| 2018 | Estadual no Amazonas | Amazonas com Segurança II (PSD / PRB / DEM) | PSD     | Deputado estadual | 23.693 (0,45%) | Suplente  |